# Macrogomphus thoracicus
Macrogomphus thoracicus är en trollsländeart som beskrevs av Robert McLachlan 1884.
Macrogomphus thoracicus ingår i släktet Macrogomphus och familjen flodtrollsländor. IUCN kategoriserar arten globalt som otillräckligt studerad. Inga underarter finns listade i Catalogue of Life.